# Gillette (Wyoming)
Gillette – miasto w Stanach Zjednoczonych, w stanie Wyoming, siedziba administracyjna hrabstwa Campbell. Miasto to jest znane jako "Energetyczna Stolica Kraju", gdyż produkuje niemalże 35% węgla wydobywanego w USA. Jednak spadek zużycia węgla w Stanach Zjednoczonych powoduje, że gospodarka oparta na węglu zaczyna podupadać, a samo miasto zmuszone jest do poszukiwania innych źródeł finansowania.